# Фролкова, Алла Константиновна
Алла Константиновна Фролкова (10 апреля 1953, Кизляр, Дагестанская АССР, СССР) — советский и российский химик, педагог. Доктор технических наук, ректор МИТХТ с 2005 по 2013 год. Профессор кафедры Химии и технологии основного органического синтеза.

## Биография
Детство Аллы Фролковой прошло в городе Кизляре, в семье служащих. Алла окончила с отличием вечернюю музыкальную школу в г. Ессентуки по классу фортепиано под руководством Аллы Александровны Олевич.
В студенческие годы активно участвовала в комсомольской работе, и на втором курсе института была принята в ряды КПСС.
В 1976 г. направлялась комиссаром районного штаба ССО в Чеховский район Московской области, в 1981 г. — комиссаром линейного интернационального ССО в Усть-Илимск.
Её научными руководителями были в то время к.т. н., доцент Тамара Георгиевна Павленко, д.т. н., профессор Владимир Савельевич Тимофеев (в 2005 — президент МИТХТ), д.т. н., профессор Леонид Антонович Серафимов

## Научная деятельность
После окончания МИТХТ им. М. В. Ломоносова в 1977 году работает в академии.
Автор около сотни научных публикаций.
Член докторского диссертационного совета и экспертного совета ВАК.
Член редколлегий:
- журнала «Химическая технология»,
- научного журнала «Вестник МИТХТ»,
- журнала «Вода: химия и экология»

## Педагогическая деятельность
Ведёт лекционные и практические занятия по курсам:
- «Физико-химические основы массообменных процессов»
- «Термодинамико-топологический анализ фазовых диаграмм как основа синтеза схем разделения»;

Координация учебно-методической работы в рамках Учебно-научного центра «Наукоёмкие химические технологии органических и неорганических веществ и материалов» ФЦП «Интеграция».
Под её руководством подготовлены и защищены 10 магистерских и 4 кандидатских диссертации. Научные интересы: исследования в области теоретических основ и технологических принципов процессов разделения многокомпонентных многофазных смесей органических продуктов.
По её инициативе МИТХТ участвует в экспериментальной программе Минобрнауки создания рейтинговой системы оценки успеваемости студентов, а также в переходе на систему зачетных единиц (кредиты).
В соавторстве с коллегами в 2002 году была написана монография «Концепция и опыт реализации многоуровневой системы высшего технического образования».

## Награды
- Премия Международной академической издательской компании «Наука».